# Bee Gees
Bee Gees var et australsk/britisk band bestående af tre brødre, der blev født på øen Isle of Man og derefter flyttede til Manchester, hvor de havde deres opvækst indtil de flyttede til Brisbane, Australien i 1958. Alle tre brødre – leadguitarist og sanger Barry Gibb (født 1. september 1946) og hans to yngre tvillingebrødre, co-sanger Robin Gibb (født 22. december 1949, død 20. maj 2012) og keyboardist/basist Maurice Gibb (født 22. december 1949, død 12. januar 2003), udgjorde fra 1959 til 2003 det legendariske Bee Gees. I årene 1967-1968 var guitarist Vince Melouney og 1967-1969 trommeslager Colin Petersen med i bandet.
Til dato er Bee Gees det eneste band, der har haft 5 sange på US top 10 samtidig. Gruppen har endvidere solgt over 150 millioner album.

## Album
Ud over nedenstående albums findes det uofficielle A Kick In The Head Is Worth Eight In The Pants fra 1973
- 1965 – The Bee Gees' Sing and Play 14 Barry Gibb Songs
- 1966 – Spicks & Specks
- 1967 – Bee Gees 1st
- 1968 – Horizontal
- 1968 – Idea
- 1969 – Odessa
- 1970 – Cucumber Castle
- 1970 – 2 Years On
- 1971 – Trafalgar
- 1972 – To Whom It May Concern
- 1973 – Life in a Tin Can
- 1974 – Mr. Natural
- 1975 – Main Course
- 1976 – Children of the World
- 1979 – Spirits Having Flown
- 1981 – Living Eyes
- 1987 – E-S-P
- 1989 – One
- 1991 – High Civilisation
- 1993 – Size Isn't Everything
- 1997 – Still Waters
- 2001 – This Is Where I Came In

## Filmmusik
- 1976 – All This and World War II
- 1977– Saturday Night Fever
- 1983 – Staying Alive

## Opsamlingsalbum
- 1969 – Best of Bee Gees
- 1971 – Best of Bee Gees vol. 2 (Nordisk udgave)
- 1973 – Best of Bee Gees vol. 2
- 1979 – Bee Gees Greatest
- 1990 – The Very Best of the Bee Gees
- 1990 – Tales from the Brothers Gibb - A History in Song 1967-1990 (4-CD box set)
- 2001 – Bee Gees Their Greatest Hits: The Record
- 2004 – Bee Gees Number Ones
- 2005 – Love Songs
- 2009 – Ultimate Bee Gees